# Fédération Algérienne de Badminton
Die Fédération Algérienne de Badminton (FABA; arabisch الاتحادية الجزائرية للريشة الطائرة, DMG al-Ittiḥādiyya al-ǧazāʾiriyya li-r-rīša aṭ-ṭāʾira; auch Algerian Badminton Association genannt) ist die oberste nationale administrative Organisation in der Sportart Badminton in Algerien. Sitz des Verbandes ist in Algier. Der Verband wird durch die algerische Badmintonnationalmannschaft repräsentiert.

## Geschichte
Die Fédération Algérienne de Badminton wurde in den 1980er Jahren gegründet. Der Verband wurde dann Mitglied im kontinentalen Dachverband African Badminton Confederation und in der Badminton World Federation, damals noch als International Badminton Federation bekannt. Internationale Titelkämpfe von Algerien werden seit 2007 ausgetragen. Die Fédération Algérienne de Badminton gehört dem Comité Olympique et Sportif Algérien an.

## Bedeutende Veranstaltungen, Turniere und Ligen
- Algeria International
- Algeria Juniors
- Einzelmeisterschaften

## Bedeutende Persönlichkeiten
- Zemmouchi Mohamed Moncef (Präsident)